# Catherine Fox
Catherine Fox (Estados Unidos, 15 de diciembre de 1977) es una nadadora estadounidense retirada especializada en pruebas de estilo libre y cuatro estilos, donde consiguió ser campeona olímpica en 1996 en los 4 x 100 metros.

## Carrera deportiva
En los Juegos Olímpicos de Atlanta 1996 ganó la medalla de oro en los relevos de 4 x 100 metros estilo libre —con un tiempo de 3:39.29 segundos por delante de China y Alemania (bronce)— y en los 4 x 100 metros estilos, con un tiempo de 4:02.88 segundos, por delante de Australia y China (bronce).